# Brachyarthrum limitatum
Brachyarthrum limitatum, auch Pappel-Weichwanze genannt, ist eine Wanzenart aus der Familie der Weichwanzen (Miridae).

## Merkmale
Die Wanzen werden 4,3 bis 4,8 Millimeter lang. Sie sind charakteristisch gefärbt und weisen einen Sexualdichroismus auf. Die Weibchen sind orange-braun und haben einen schwarzen Kopf, wohingegen die Männchen einheitlich schwarzbraun gefärbt sind. Die Fühler sind immer komplett schwarz oder dunkelrot, die Beine sind gelb-orange.

## Vorkommen und Lebensraum
Die Art ist in ganz Europa außer im Süden verbreitet. Im Osten reicht die Verbreitung bis Zentralasien. In Deutschland ist die Art nur vereinzelt nachgewiesen, dies im Norden häufiger als im Süden. In Österreich gibt es nur zwei historische Nachweise.

## Lebensweise
Die Wanzen leben auf Espen (Populus tremula) und ernähren sich dort vermutlich sowohl von Blattläusen als auch von Larven von Blattkäfern. Adulte Wanzen kann man von Anfang Juni bis Anfang August beobachten. Pro Jahr wird eine Generation ausgebildet.

## Belege